# Pterotricha sinoniae
Pterotricha sinoniae är en spindelart som beskrevs av Lodovico di Caporiacco 1953. Pterotricha sinoniae ingår i släktet Pterotricha och familjen plattbuksspindlar.
Artens utbredningsområde är Italien. Inga underarter finns listade i Catalogue of Life.